# 彭誼
彭 誼（ほう ぎ、1410年 - 1497年）は、明代の官僚・軍人。字は景宜、号は正庵。本貫は広州府東莞県。

## 生涯
1435年（宣徳10年）、郷挙により工部司務に任じられた。1449年（正統14年）、景泰帝が即位すると、推薦により湖広道監察御史に転じた。1451年（景泰2年）、工部尚書の石璞に従って沙湾の黄河決壊箇所を塞ぎ、秩二等を進められた。1452年（景泰3年）、沙湾で再び黄河が決壊すると、彭誼はまた赴いて石堤で決壊箇所を塞いだ。
1454年（景泰5年）、彭誼は大学士の王文に従って長江・淮河流域を巡視し、蘇州府の賊を捕らえ、大理寺丞に抜擢された。1455年（景泰6年）2月、右僉都御史に抜擢され、紫荊関・倒馬関などを提督した。都指揮の胡璽を収賄と軍での専横の罪で弾劾した。1457年（天順元年）、巡撫の官を罷免された。内朝に彭誼を嫌っている者がおり、彭誼は紹興府知府として出された。飢饉が起こると、朝命を待たずに穀物倉を開いて振恤貸与にあたった。白馬に水門を築いて海潮を防いだ。9年の任期で、善政が多かった。1466年（成化2年）、山東左布政使に抜擢された。1467年（成化3年）、入朝して工部左侍郎となった。
1468年（成化4年）、彭誼は右副都御史となり、遼東巡撫をつとめた。1470年（成化6年）冬、建州女直を討ち、これを破った。1473年（成化9年）、軍を率いて小黒山を討ち、連州・麦州の反乱軍根拠地を焼き討ちした。1474年（成化10年）冬、戸部が黒山の金鉱を開こうとした。彭誼は永楽年間に太監の王彦らがこの山を開いたが、6000人の鉱夫を動員して3カ月で金8両を得るにとどまったことを上奏し、中止を請願した。このため開鉱は取りやめられた。
彭誼は古籍を好んで博学であり、律暦・占象・水利・兵法の分野に通じた。平素はつつしみ深く温厚で落ち着きがあり寡黙であったが、有事にあっては毅然として決断力があった。遼東に駐屯すること8年、軍令は振るい引き締まった。のちに致仕して帰郷した。1497年（弘治11年）9月丁未、死去した。享年は88。